# حسین‌آباد سفلی (بویراحمد)
حسین‌آباد سفلی (بویراحمد)، روستایی از توابع بخش مرکزی شهرستان بویراحمد در استان کهگیلویه و بویراحمد ایران است.

## جمعیت
این روستا در دهستان دشت روم قرار دارد و براساس سرشماری مرکز آمار ایران در سال ۱۳۸۵، جمعیت آن ۳۰ نفر (۷خانوار) بوده‌است.